# Emilie Andéol
Emilie Andéol (n. 30 octombrie 1987, Bordeaux, Franța) este o sportivă ce a reprezentat Franța, medaliată olimpică. A participat la o ediție a Jocurilor Olimpice (2016) în care a câștigat o medalie de aur.